# Bénéjacq
Bénéjacq es una comuna francesa de la región de Nueva Aquitania en el departamento de Pirineos Atlánticos, situada a veinte kilómetros de la ciudad de Pau.
Bénéjacq fue mencionada por primera vez en el año 1216 con el nombre de Banayacum.

## Demografía
| 1302 | 1363 | 1350 | 1508 | 1587 | 1603 | 1783 |
| Para los censos de 1962 a 1999 la población legal corresponde a la población sin duplicidades (Fuente: INSEE [Consultar]) |      |      |      |      |      |      |